# Det falske Spil
 For alternative betydninger, se Dæmonen. (Se også artikler, som begynder med Dæmonen)
Det falske Spil (også kendt under originaltitlen Dæmonen) er en norsk stum dramafilm fra 1911 produceret af Norsk Films Kompagni. Filmens manuskript var skrevet af Jens Christian Gundersen, der også instruerede filmen sammen med danskeren Alfred Lind. Filmen blev optaget i København med danske skuespillere.
Filmen havde norsk biografpremiere 14. november 1911 i Kristiania. Filmen blev i Danmark distribueret af Skandinavisk-russisk Handelshus og fik dansk premiere i Victoria-Teatret i København den 4. januar 1912.
Filmen havde vanskeligheder ved at komme gennem den svenske filmcensur, og der blev derfor udarbejdet en nedklippet udgave af filmen til det svenske marked.
Filmen anses som tabt.

## Handling
Grevinde Frida von Falkenstein får besøg af general von Mannheimer og hans datter Edith. Generalen er en gammal ven af grevindens afdøde man. Samtidig kommer den unge greve, løjtnant Werner von Falkenstein, på besøg sammen med sin ven, baron Hugo von Langen. Både løjtnanten og baronen forelsker sig i Edith. Hun vælger den unge greve og baronen forlader godset i bitterhed.

## Roller
| Skuespiller         | Rolle                                 |
| ------------------- | ------------------------------------- |
| Herr Ottesen        | General von Mannheimer                |
| Ellen Tegner        | Edith, Mannheimers datter             |
| Richard Jensen      | Hugo von Langen, baron                |
| Karen Sandberg      | Estrelle, danseridne                  |
| Ane Grethe Antonsen | Frida von Falkenstein, grevidne       |
| Arne Strøm          | Grev Werner von Falkenstein, løjtnant |
| Ingeborg Hauge      | Cleo, danser                          |
| Per Krogh           | Pierrot                               |
| Carla Rasmussen     | Pierette                              |
| Peter S. Andersen   | Krüger                                |
| Frk. Møller         | Cleos veninde                         |
| Einar Rosenbaum     | medvirkende                           |

## Referener
1. ↑  Dæmonen på stumfilm.no
2. ↑  Referat på Norsk filmografi, nb.no